# Wadicosa quadrifera
Wadicosa quadrifera is een spinnensoort in de taxonomische indeling van de wolfspinnen (Lycosidae).
Het dier behoort tot het geslacht Wadicosa. De wetenschappelijke naam van de soort werd voor het eerst geldig gepubliceerd in 1924 door Frederick Henry Gravely.